# Miszewo (powiat bytowski)
Miszewo  (też: Miszewo Dolne; kaszb. Miszéwò) – wieś w Polsce położona w województwie pomorskim, w powiecie bytowskim, w gminie Trzebielino. 
Miejscowość położona  przy drodze wojewódzkiej nr 209, stanowi sołectwo gminy Trzebielino.
W Miszewie Dolnym znajduje się Leśniczówka Miszewo należąca do Nadleśnictwa Trzebielino. 
W latach 1975–1998 miejscowość należała administracyjnie do województwa słupskiego.